# Château de Picton

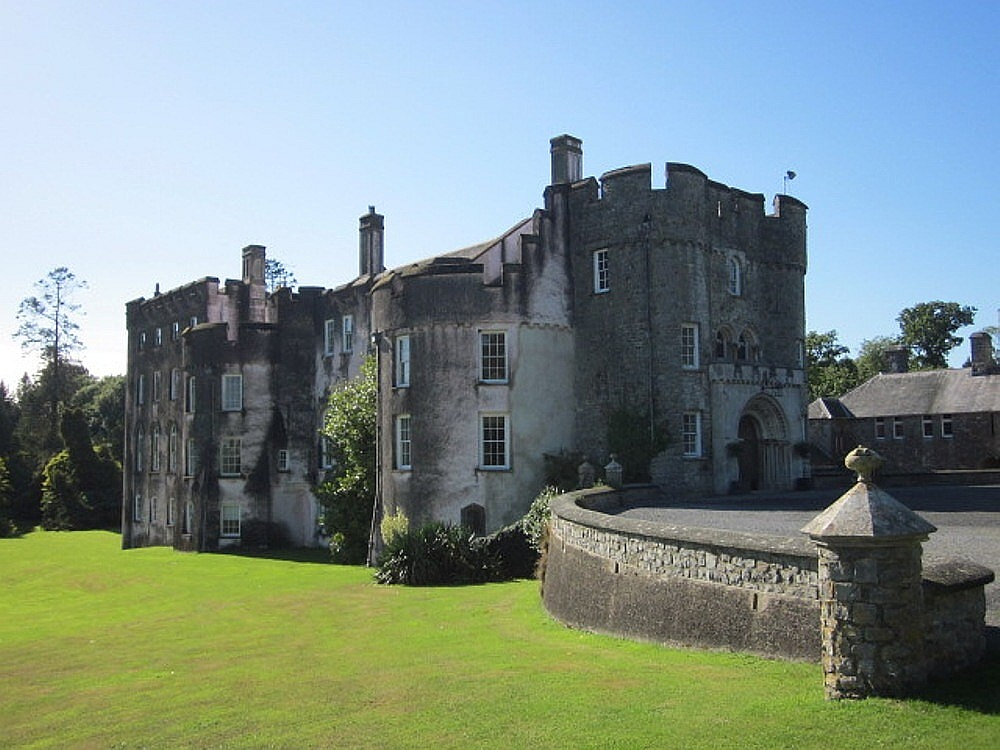
Château de Picton en 2013

Le Château de Picton (gallois : Castell Pictwn) est un château médiéval près de Haverfordwest dans la communauté d'Uzmaston, Boulston et Slebech, Pembrokeshire, Pays de Galles. Construit à l'origine à la fin du XIIIe siècle par un chevalier flamand, il passe plus tard entre les mains de John Wogan. Le château et le domaine sont maintenant gérés par le Picton Castle Trust, un organisme de bienfaisance enregistré, et ne sont plus occupés par les descendants de Wogan, la famille Philipps. Il est de construction inhabituelle et a été remanié plusieurs fois au cours de son histoire. Le château est un bâtiment classé Grade I. Ses jardins et son parc sont classés Grade II * sur le registre Cadw / ICOMOS des parcs et jardins d'intérêt historique particulier au Pays de Galles.

## Histoire
Jusqu'à la fin du XIe siècle, cette partie du sud-ouest du pays de Galles fait partie du royaume gallois de Deheubarth. Après la mort en 1093 du roi de Deheubarth, Rhys ap Tewdwr, lors de la bataille de Brecon, les Normands profitent du manque de leadership parmi les Gallois, et les forces normandes s'emparent d'une grande partie du sud du Pays de Galles. En 1102, à la suite d'une révolte ratée de nombre de ces Normands contre le roi Henri Ier d'Angleterre (en faveur du frère d'Henri, Robert Curthose), le roi réorganise la région élargie entourant l'estuaire de Daugleddau et Milford Haven, notamment la péninsule de Penfro, en tant que Marche de Pembroke.
En 1108, les basses terres de la mère d'Henri, la Flandre, subissent des inondations catastrophiques et nombre de ses habitants demandent l'aide d'Henri. Henry propose d'installer les réfugiés dans l'arrière-pays de la seigneurie de Pembroke - Haverford (l'ouest de l'estuaire de Daugleddau) et Dungleddy (l'est), complétant ainsi sa garnison au château de Pembroke avec une population locale docile et reconnaissante ; le nombre de Flamands ainsi installés dépasse de loin la population galloise locale (ayant un impact génétique significatif qui existe encore à ce jour,).
À Dungleddy, les Flamands s'installent sous la direction d'un homme nommé Wizo, qui construit et vit au château de Wiston. Wizo commence à accorder des domaines à partir de la terre qu'il a été donnée à ses partisans, et l'un de ces seigneurs obtient la terre à Picton, qui est à trois miles au sud de Wiston. Ce Flamand n'est pas un grand personnage historique et son nom n'est pas enregistré. Le site choisi pour le château qu'il construit peut avoir été sur un monticule à quelques centaines de mètres à l'est de la maison actuelle, mais en tout état de cause, le bâtiment actuel est en place à la fin du XIIIe siècle et est alors dans la mains de la famille Wogan, désormais propriétaire du château de Wiston.
Les circonstances dans lesquelles le château de Picton devient la propriété des Wogans ne sont pas claires, mais cela peut être dû à un échec à engendrer des héritiers mâles ou au mariage d'une héritière avec l'un des Wogans. À la suite d'un mariage, peut-être le même, les derniers Wogans descendent également de Cadifor ap Collwyn, seigneur de Dyfed à l'époque de Rhys ap Tewdwr. Cadifor (et par conséquent, plus tard Wogans) est un descendant masculin des premiers rois de Dyfed, avant sa fusion avec Deheubarth par la dernière Maison de Dinefwr (dont Rhys ap Tewdwr est originaire).
Au XIIIe siècle, le château de Wiston semble avoir été abandonné et la famille Wogan vit au château de Picton, où leurs héritiers sont depuis. Le château de Picton commence comme un château motte et est reconstruit en pierre par Sir John Wogan entre 1295 et 1308. La conception est inhabituelle, il n'y a pas de cour à l'intérieur, le bâtiment principal étant protégé par sept tours circulaires qui dépassent du mur. À l'extrémité est, deux de ces tours servent de guérite, et l'entrée munie d'une herse entre elles mène directement dans la partie inférieure de la grande salle. À cette époque, les fenêtres sont à fentes étroites, mais elles sont remplacées vers 1400 par de grandes fenêtres et un grand arc en retrait avec une grande fenêtre est construit dans la guérite.
En 1405, les troupes françaises soutenant Owain Glyndŵr attaquent et occupent le château, et il est repris pendant la guerre civile anglaise en 1645 par les forces parlementaires.

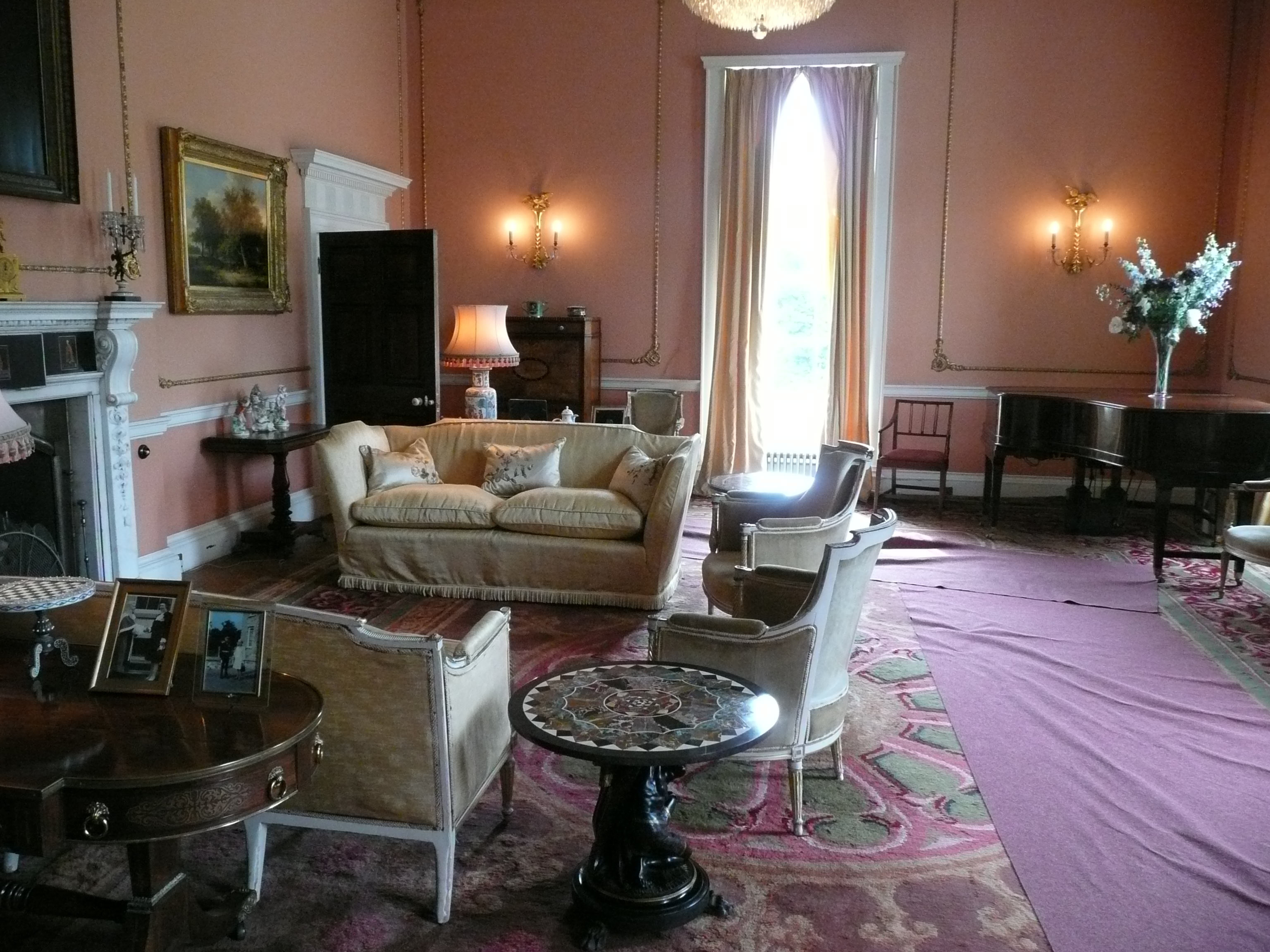
Intérieur du château de Picton

Au XVe siècle, la lignée masculine des Wogans s'éteint. Leur héritière, Katherine, épouse Owen Dunn (gallois : Owain Dwnn). Sir Henry Dunn, le petit-fils d'Owen et Katherine, n'a que des filles. Le domaine du château de Picton passe ainsi entre les mains de la famille Philipps lorsque la fille de Sir Henry, Jane, épouse Sir Thomas ap Philipps de Cilsant dans les années 1490. Sir John Philipps, qui hérite du château au XVe siècle, remodèle le bâtiment et créé une nouvelle entrée qui subsiste jusqu'aux années 1820 lorsqu'une nouvelle entrée est conçue par Thomas Rowlands (qui a également conçu l'église Slebech). En 1611, le roi Jacques Ier veut payer son armée en Irlande et décide de réunir l'argent en vendant des titres de baronnet. Sir John Philipps achète 1 095 £ un titre héréditaire.
Le domaine reste avec la famille Philipps jusqu'à la mort de Lord Milford en 1823, date à laquelle il passe à son cousin Richard Grant, qui prend le nom de famille Philipps et est créé baronnet en 1828 et baron Milford en 1847. Son héritier est son demi-frère, le révérend James Henry Alexander Philipps (anciennement Gwyther), qui prend le nom et les armes de Philipps. A sa mort, le domaine passe à son gendre, Charles Edward Gregg Philipps, qui est créé baronnet, de Picton, en 1887 puis à Sir Richard Foley Foley-Philipps, cousin de Sir John Erasmus, et petit-fils de Charles Edward Gregg Philipps.
Le domaine est maintenant géré par le Picton Castle Trust, un organisme de bienfaisance. Le château est un bâtiment classé Grade I et le jardin clos est classé Grade II. Les jardins et le parc sont désignés Grade II * sur le registre Cadw / ICOMOS des parcs et jardins d'intérêt historique spécial au Pays de Galles.